# Riddiford-Nunatak
Der Riddiford-Nunatak ist ein rund 1200 m hoher Nunatak mit einem benachbarten, niedrigeren Felsvorsprung in der antarktischen Ross Dependency. In den Darley Hills der Churchill Mountains ragt er 4 km westnordwestlich der Abercrombie Crests auf.
Das Advisory Committee on Antarctic Names benannte ihn 2003 nach Charles Ernest Riddiford (1896–1968), Kartograph und Schriftsetzer beim National Geographic Magazine von 1923 bis 1958.